# Оборона Калинина
Оборо́на Калинина — оборона войсками СССР города Калинина от немецкой группировки войск во время Великой Отечественной войны 12 — 17 октября 1941 года.

## Предыстория

### Немецкий прорыв Западного фронта

Калининская оборонительная операция

Вяземская операция закончилась крупным поражением Красной Армии. Значительно превосходящие силы группы армий «Центр» прорвали оборону советских войск, создав угрозу дальнейшего наступления на Москву.
Утром 2 октября 1941 года в районе посёлка Холм-Жирковский (215 км от Калинина) против сил Западного и Резервного фронтов было начато наступление 3-й танковой группы и пехотных дивизий 9-й армии вермахта. В ночь с 5 на 6 октября войска Западного фронта были отведены на рубеж Осташков-Селижарово-Ржев и ржевско-вяземский оборонительный рубеж. 7 октября моторизованный корпус противника подошёл к Вязьме, и к 9 октября войска 22-й, 29-й и 31-й армий Западного фронта с боями отошли на рубеж Селижарово, Ельцы, Оленино, Сычёвка. 11 октября части 41-го моторизованного корпуса заняли Погорелое Городище и Зубцов (110 км от Калинина), 12 октября — Лотошино и Старицу (65 км от Калинина) и передовыми подразделениями выдвигались к Калинину.

### Значение Калинина в планах немецкого командования
В своих планах немецкое командование уделяло Калинину особое внимание, поскольку город был расположен на пересечении трёх транспортных артерий: Октябрьской железной дороги, шоссе Москва — Ленинград и Волги с выходом на канал Волга — Москва, имеющих ключевое стратегическое значение. Кроме того, в городе сходились шоссейные дороги, ведущие из Ржева, Волоколамска, Бежецка, и множество дорог местного значения. Кроме того, в городе располагались ряд крупных промышленных предприятий. С захватом города немецкое командование планировало создать угрозу охвата Москвы с севера и использовать город для дальнейшего наступления на Москву, Ленинград и крупные промышленные центры страны — Ярославль, Рыбинск, Иваново.
Население Калинина по данным переписи 1939 года составляло 216,1 тыс. человек, из них более 60 тыс. были рабочими. В городе действовал несколько крупных промышленных предприятий, три вуза, педагогический институт, три театра, два кинотеатра, шесть библиотек. Город был крупным центром подготовки химических войск — имелись Калининское военное училище химической защиты, химбаза.

### Система обороны Калинина

Авиационный налёт на Калинин, октябрь 1941 года

В течение нескольких месяцев были подготовлены серьёзные оборонительные сооружения от Ржева до Калинина. Однако на этом направлении не было советских войск, немецкие войска практически беспрепятственно подошли к Калинину. Для обороны города с Северо-Западного фронта были переброшены две стрелковые, две кавалерийские дивизии и оперативная группа под командованием генерал-лейтенанта Н. Ф. Ватутина.
Утром 12 октября на станцию Калинин прибыли эшелоны с 142-м и 336-м полками 5-й стрелковой дивизии (командир подполковник П. С. Телков). В стрелковых полках дивизии насчитывалось в среднем по 430 человек. Заместитель командующего Западным фронтом генерал-полковник И. С. Конев поставил дивизии задачу сдержать противника на подступах к городу, усилив её маршевой ротой и отрядом слушателей Высшего военно-педагогического института Калинина. Кроме того, в распоряжение дивизии было выделено несколько отрядов ополчения.
К 13 октября 1941 года передовые немецкие части достигли деревни Даниловское, расположенной в 20 километрах от Калинина. Немецкая авиация крупными силами начала интенсивную бомбардировку городских кварталов, что привело к значительным пожарам. В тот же день западная окраина города подверглась интенсивному артиллерийскому обстрелу из района деревни Черкасово. Танковые и моторизованные части противника пробивались к Калинину по Старицкому шоссе и 13 октября захватили деревню Мигалово. В ночь с 12 на 13 октября и днём 13 октября силы Красной Армии заняли оборону на южной и юго-западной окраинах города, растянувшись на 14 километров. Из-за недостатка сил была организована очаговая оборона.
12 и 13 октября были сформированы 4 истребительных отряда и ополчение общей численностью в 1000—1100 человек. Из вооружения ополченцы получили на стадионе «Динамо» (ныне «Химик») только канадские винтовки и 80-100 патронов. Пулеметов и гранат выдано не было.
В ночью с 13 на 14 октября автотранспортом была доставлена 256-я стрелковая дивизия (командир генерал-майор С. Г. Горячев) в составе 934-го, 937-го стрелковых полков и 531-го лёгкого артиллерийского полка. Численность стрелковых полков составляла в среднем 700 человек. 934-й стрелковый полк приступил к обороне Заволжья по Безымянному ручью северо-восточнее Черкас, а 937-й стрелковый полк находился в городском саду, составляя резерв командующего армией.

## Немецкое наступление
К утру 14 октября 1941 года немцы подтянули к Калинину основные силы ударной группировки: 1-ю танковую дивизию, 900-ю моторизованную бригаду и часть сил 36-й моторизованной дивизии (около 20 тысяч человек), которые в 8—10 раз превосходили число обороняющихся.
Приказ командира 41-го танкового корпуса командиру 1-й танковой дивизии с командного пункта в Даниловском гласил:

Овладеть городом Калинин и шоссейным мостом через Волгу в 2 километрах за ним!
В то время как боевая группа В (усиленный 1-й пехотный полк), прикрывая левый фланг дивизии и пути подвоза с севера, ещё отражала ожесточённые атаки противника на плацдарме у Старицы, главные силы дивизии приготовились к штурму Калинина.
Начало немецкой атаке положили два передовых подразделения. Подразделение майора Фрайгерра фон Вольфа начало свою атаку в 5 часов утра, но было остановлено у железнодорожной насыпи сильным пулемётным и миномётным огнём. Повернув к югу, при дополнительной огневой и артиллерийской поддержке других частей, подразделению удалось преодолеть выемку железной дороги у шоссе Лотошино — Калинин и продвинуться дальше.
В то же время 3-я рота 113-го стрелкового полка под командованием лейтенанта Кацмана атаковала Старицкое шоссе. Во время боя за путепровод у железной дороги три танка PzKpfw III подошли вплотную к шоссе, но в 80 метрах от путепровода были остановлены прямыми попаданиями. Рота понесла большие потери и была вынуждена приостановить своё наступление.
После того, как передовые подразделения 1-го батальона под командованием майора фон Вольфа вышли к северо-востоку от железнодорожной насыпи, а 1-й батальон 113-го стрелкового полка смог продвинуться дальше в северо-западную часть города при поддержке огнемётных танков 101-го огнемётного танкового батальона, укомплектованного Flammpanzer II, началось наступление главных сил дивизии. 3 танка PzKpfw IV 4-й роты 1-го танкового полка вместе с полувзводом под командованием лейтенанта Ремлера действовали на участке стрелкового батальона на бронетранспортёрах доктора Экингера, с главными силами — полувзводом танков PzKpfw IV лейтенанта Коха и обер-фельдфебеля Фёльтера из 8-й роты 1-го танкового полка — на участке 1-го батальона, что сильно облегчило стрелкам, мотоциклистам и сапёрам ведение тяжёлого боя в городе.
1-я рота 1-го батальона под командованием обер-лейтенанта Беккера к 9 часов сутра сломила чрезвычайно ожесточённое сопротивление советских войск.

«Начались тяжёлые уличные бои с храбро сражавшимися защитниками Калинина, которые прочно удерживали многочисленные узлы обороны в городе. Их удавалось заставлять отходить только после поджога их опорных пунктов огнеметными танками или из огнеметов, которые были в подразделениях 37-го саперного батальона. Это требовало много времени… В центре Калинина дрались остатки 113-го моторизованного батальона, 1-й батальон и 1-й танковый полк, усиленный огнеметными танками… Теперь мост (шоссейный мост через Волгу) словно магнит притягивал его атакующих стрелков. К ним присоединился огнеметный танк, который сопровождали два танка типа III. Они подавляли пулемётные точки… Наконец подвезённые миномёты открыли огонь дымовыми минами по позициям противника… Когда дым снова рассеялся, мы достигли уже дощатых стен стадиона».

## Оборона советских войск
13 октября во второй половине дня 1-я танковая дивизия противника (12 тысяч человек, 150 танков и около 160 орудий боевой техники) атаковала батальон ополченцев и 142-й стрелковый полк 5-й дивизии в районе Рябеево — Мигалово. Советские войска отступили к западной окраине Калинина. В бой был введен находившийся в резерве 190-й стрелковый полк, что позволило остановить продвижение немцев.
Однако сдержать противника они не смогли. 5-я стрелковая дивизия была оттеснена к полотну железной дороги, где заняла оборону, обеспечив проезд эшелона с 192-м полком. Но и после прибытия подкреплений соотношение сил составляло 1:10. Без танковой и авиационной поддержки дивизии отступили к восточной окраине города.
Утром 14 октября во фланг немцам ударила из-за Волги 256-я стрелковая дивизия. Головная рота 934-го стрелкового полка с ходу вступила в бой и захватила железнодорожный мост.
К 10 часам утра 14 октября положение частей 30-й армии было следующим: 5-я стрелковая дивизия 142-м и 336-м стрелковыми полками занимала оборону на рубеже Желтиково — Никулино — Лебедево, контролируя Старицкое и Волоколамское шоссе; 190-й стрелковый полк сосредоточился в районе школы № 12 (южная часть города); курсы младших лейтенантов оборонялись в районе Бортниково; 256-я стрелковая дивизия 934-м стрелковым полком занимала оборону на рубеже Николо-Малица, Межурка, не допуская прорыва противника в город вдоль левого берега Волги.
В 10.30 14 октября немецкие войска перешли в наступление, но встретили значительное сопротивление советских войск на западной окраине Калинина. С 12.30 начались уличные бои в городе. Боевые порядки советских войск подвергались массированным ударам вражеской авиации. Части 5-й стрелковой дивизии под давлением превосходящих сил противника отошли в центр города и заняли оборону по реке Тьмаке. Упорные уличные бои в южной части Калинина продолжались весь день и ночь.
Утром 15 октября 5-я стрелковая дивизия в итоге 2-дневных боёв, понеся потери убитыми и ранеными до 400 человек, под давлением превосходящих сил противника, отошла на окраину Калинина, на рубеж станций Константиновка — М. Перемерки — Котово и держала его до начала наступления (5 декабря 1941 года).
Части 256-й стрелковой дивизии противостояли меньшим силам противника и города не оставили, ведя уличные бои. Особенно ожесточённые бои велись за Тверецкий мост, где силами 531-го артиллерийского полка под командованием лейтенанта А. И. Кацитадзе были отбиты несколько атак противника. Впоследствии их поддержали прибывшие из Лихославля части 8-й танковой бригады.
Со стороны Горбатого моста советская оборона была сильна, и наступление немецких частей на этом районе города было остановлено.

## Итоги
Оборона города Калинин частями 5-й и 256-й стрелковых дивизий не позволила немецким войскам занять город сходу и дала возможность советским войскам выиграть время для создания прочной обороны на Московском, Ленинградском и Бежецком шоссе. Таким образом, попытка немецкого командования использовать Калинин для дальнейшего наступления на Москву, Ленинград и Ярославль была сорвана. Однако сдержать противника защитники города не смогли, и город был под оккупацией в течение двух месяцев, до своего освобождения 16 декабря 1941 года в ходе Калининской оборонительной операции и Калининской наступательной операции.

## В кино
- Прощаться не будем (2018) режиссёра Павла Дроздова.